# Lacon mamillatus
Lacon mamillatus es una especie de escarabajo del género Lacon, tribu Agrypnini, familia Elateridae. Fue descrita científicamente por Candèze en 1865.
Se distribuye por Guayana Francesa. La especie mide aproximadamente 11 milímetros de longitud.